# Ulric de Cilley
Ulric de Cilley (en slovène : Ulrik Celjski ; en allemand : Ulrich von Cilli), né en 1406 et assassiné le 9 novembre 1456 à Belgrade, fut comte princier de Celje, le dernier de sa dynastie. Jusqu'à sa mort, il exerça temporairement la fonction de régent de Hongrie sous le règne du roi Ladislas de Habsbourg.

## Biographie
Il était le petit-fils du comte Herman II de Celje (1365-1435). Son père est Frédéric II de Cilley (mort en 1454), ban de Slavonie, et sa mère est Élisabeth Frankopan. Par sa tante Barbe de Cilley, il est apparenté à l'empereur Sigismond de Luxembourg (1368-1437) et à sa fille Élisabeth, l'épouse du duc Albert V de Habsbourg, duc d'Autriche, qui succéda à Sigismond en tant que roi des Romains, roi de Bohême et roi de Hongrie (roi Albert II). Vers l'an 1432, Ulric épousa Katarina Branković, une fille de Georges Brankovic, despote de Serbie, et sœur de Mara Branković ; étonnamment un membre de l'Église orientale.

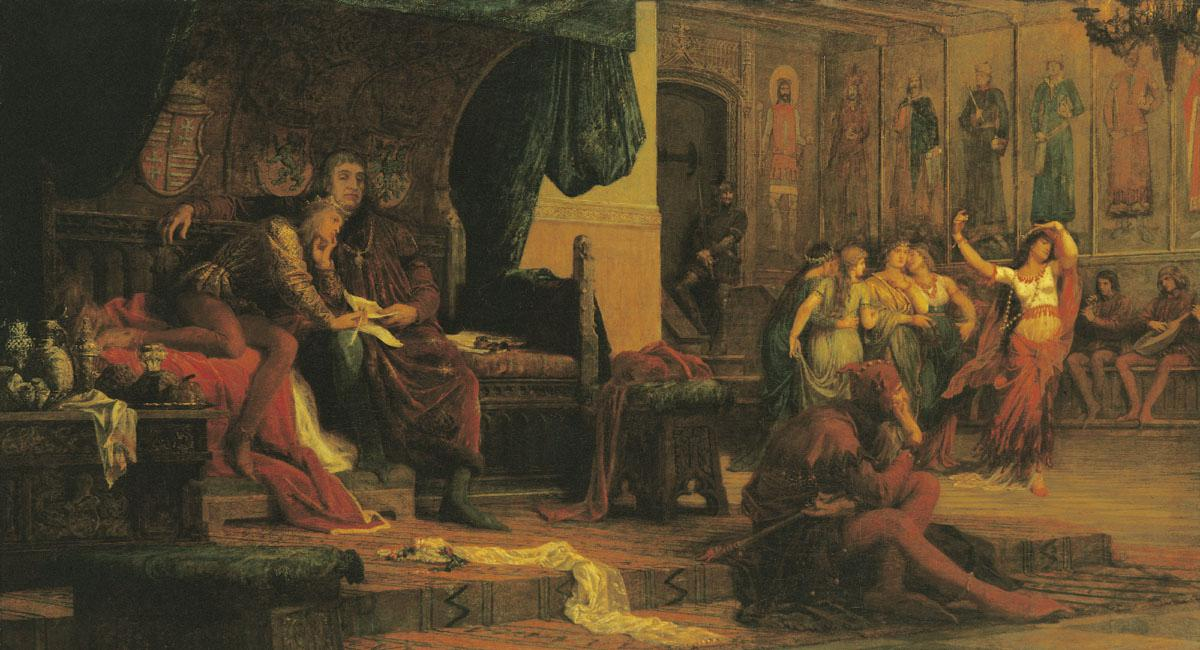
Ladislas et Ulric de Cilley, par Bertalan Székely, 1870.

Ulric fut fait prince du Saint-Empire le 20 novembre 1436 par l'empereur Sigismond, et nommé par le roi Albert en 1437 gouverneur du royaume de Bohême. Après la mort d'Albert en 1439, il prit la cause de sa veuve Élisabeth de Luxembourg qui était sa cousine germaine (la mère d'Élisabeth était Barbe de Cilley), et fit couronner son fils Ladislas le Posthume roi de Bohême et de Hongrie. 
Son ambition en Hongrie le poussa à se heurter au régent Jean Hunyadi, mais la campagne de celui-ci en Serbie et sa défaite à la bataille de Kosovo en 1448 lui permit de mener avec succès une croisade en Hongrie au nom des Habsbourg (1450). Néanmoins, son titre de prince n'a pas été reconnu par le nouveau roi des Romains, Frédéric III, ce qui s'est traduit par des années de confrontation avec les Habsbourg. En 1452, il força l'empereur Frédéric III à restituer ses biens à Ladislas le Posthume, qui le fit gouverneur de l'archiduché d'Autriche, puis régent du royaume de Hongrie en 1456 en remplacement de Jean Hunyadi, décédé. 
Ulric prépara une nouvelle campagne contre les forces de l'Empire ottoman. C'est à l'apogée de son pouvoir qu'il succomba le 9 novembre de cette même année sous les coups de Ladislas Hunyadi, le fils de Jean, dans les conditions obscures, alors qu'il venait de faire son entrée dans Belgrade en compagnie du roi. La lignée des comtes de Celje s'éteignit à sa mort. Leurs possessions en Styrie sont recouvrées par l'empereur Frédéric III.

## Historiographie
L'appréciation négative par certains chroniqueurs repose avant tout sur les descriptions de son contemporain Enea Silvio Piccolomini (le futur pape Pie II), en ce temps le secrétaire de son adversaire Frédéric III.
L'assassinat d'Ulric est le sujet de l'opéra romantique Hunyadi László (1844) de Ferenc Erkel.